# Enclos paroissial d'Argol
L'enclos paroissial d'Argol est un enclos paroissial situé dans la commune d'Argol (Finistère, Bretagne), le seul sur la presqu'île de Crozon. Il inclut l'église Saint-Pierre-et-Saint-Paul, un calvaire, un ossuaire et une porte triomphale. L'église et la porte triomphale sont classés monument historique en 1914.

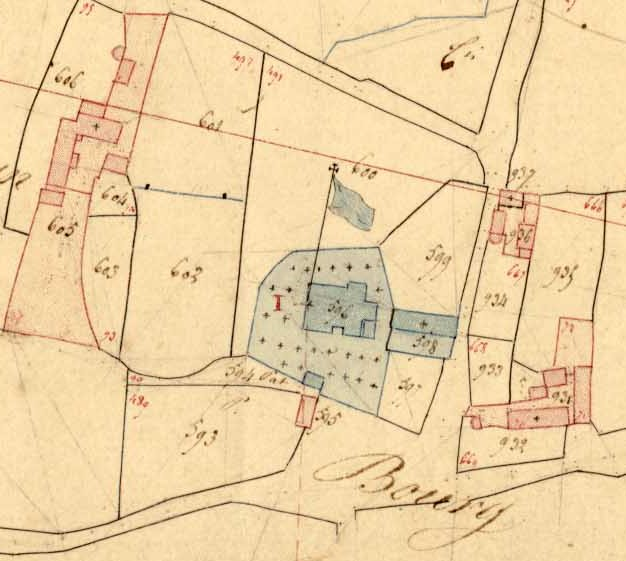
L'enclos paroissial en 1833. L'ossuaire (en bas du cimetière) semble alors être accolé à la porte triomphale.

## Galerie

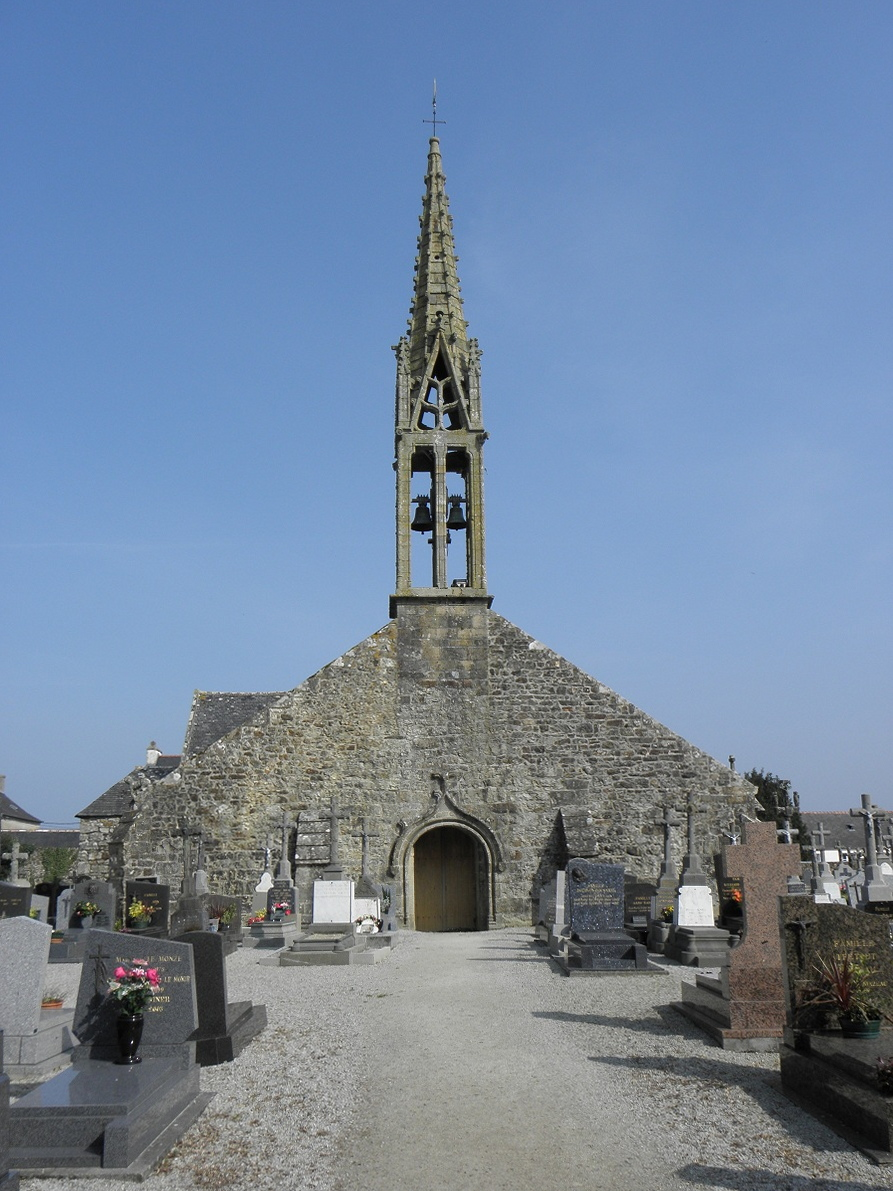
La façade occidentale de l'église.
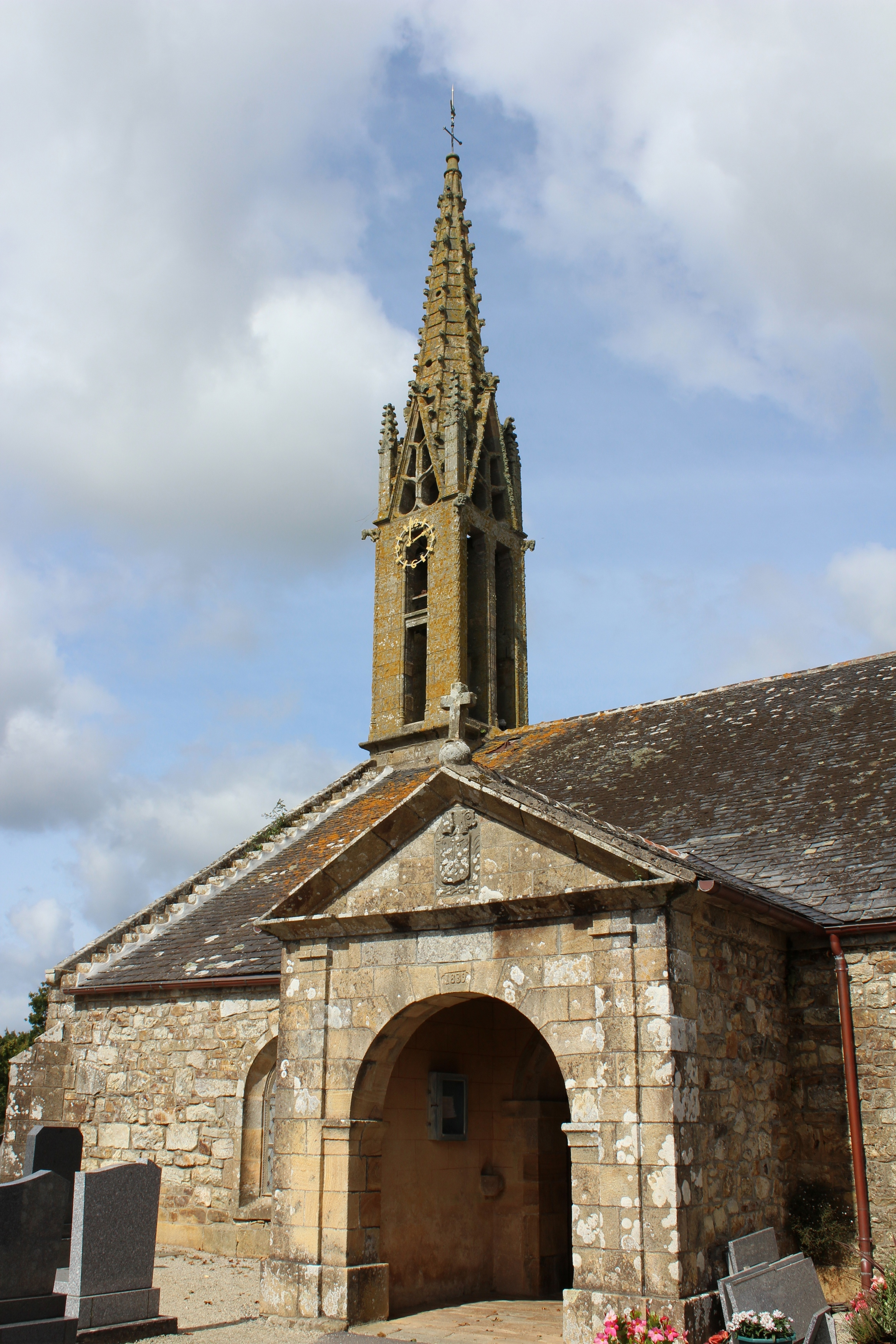
Le porche sud.
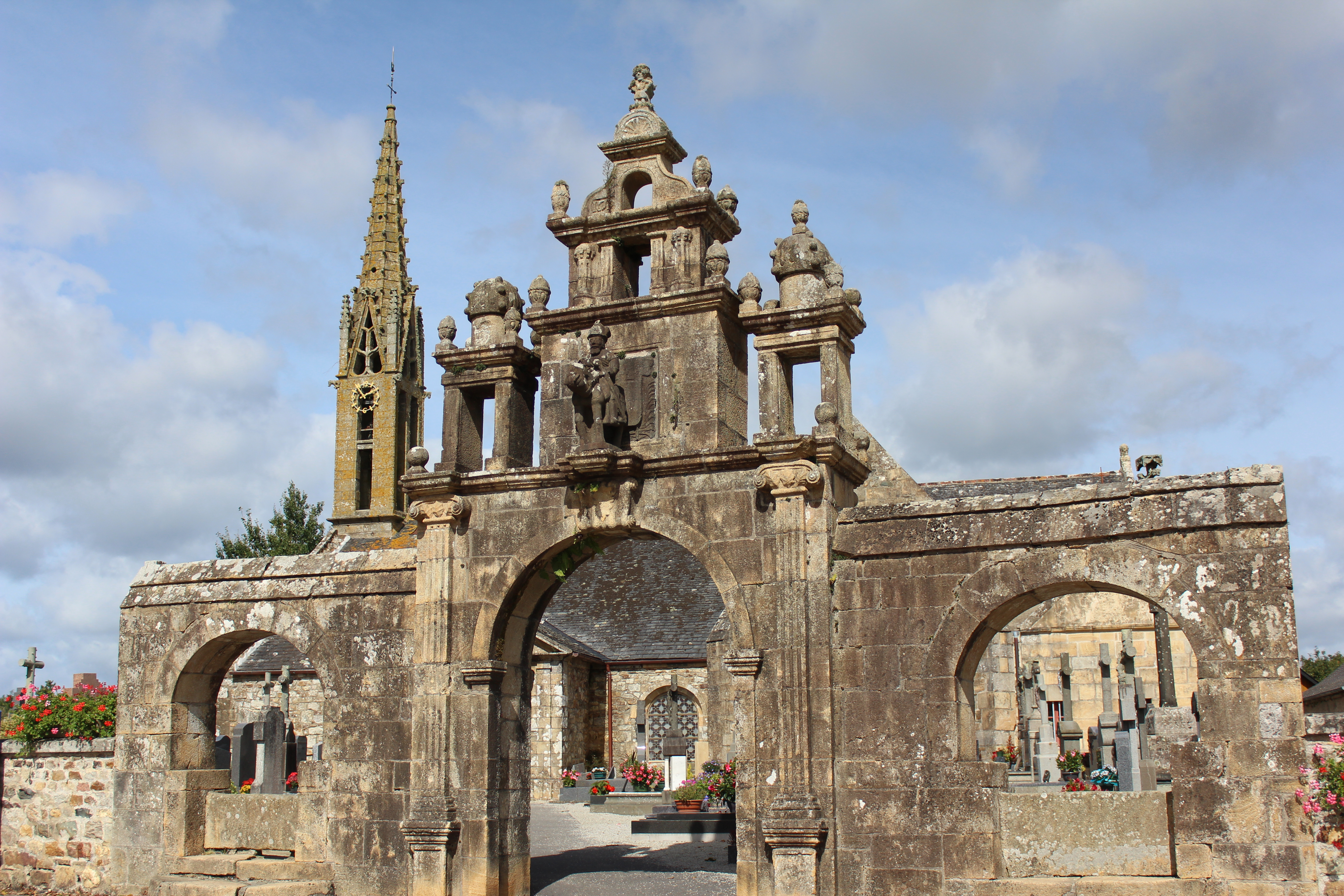
La porte triomphale.
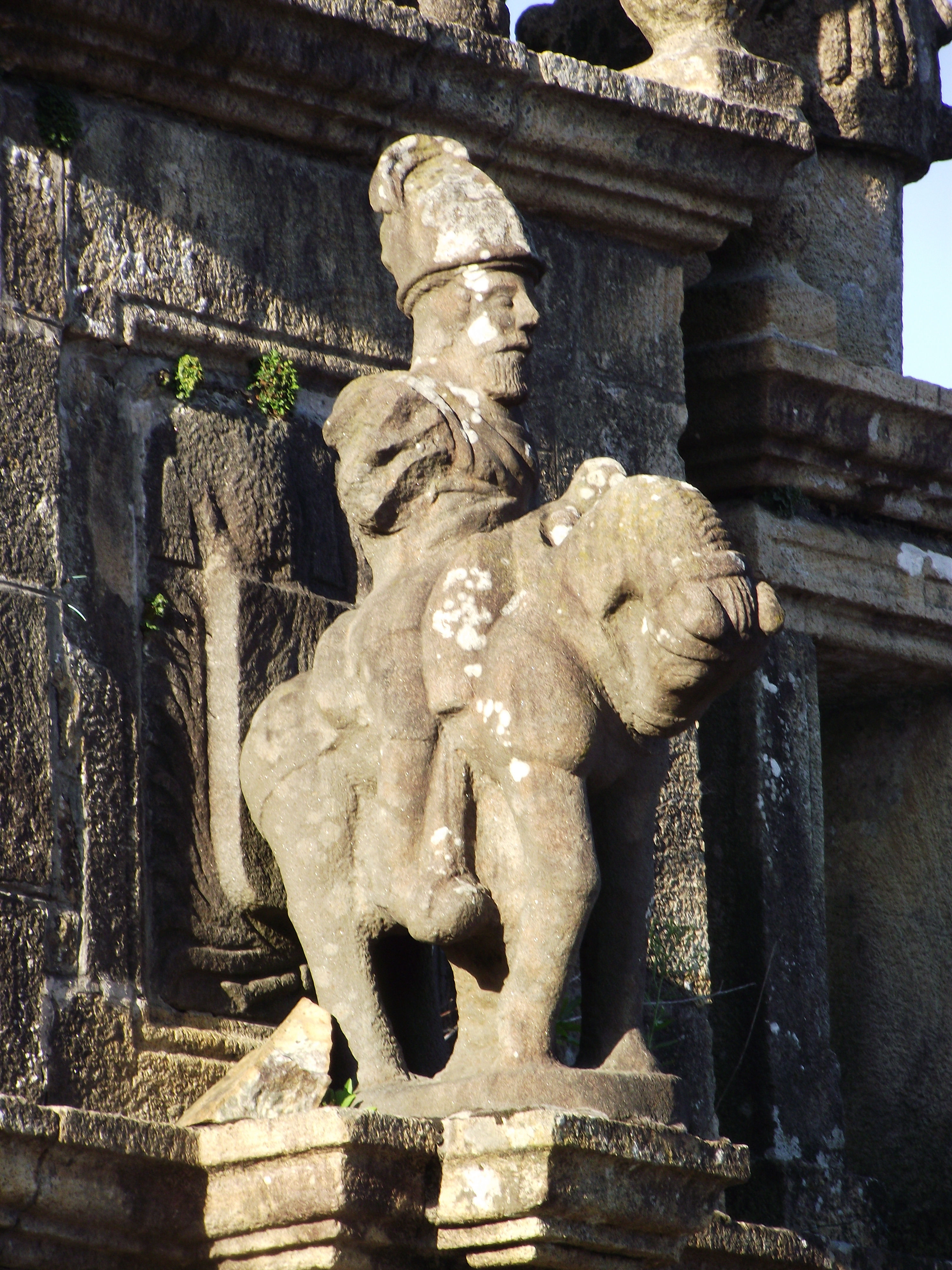
Le roi Gradlon sur la porte.
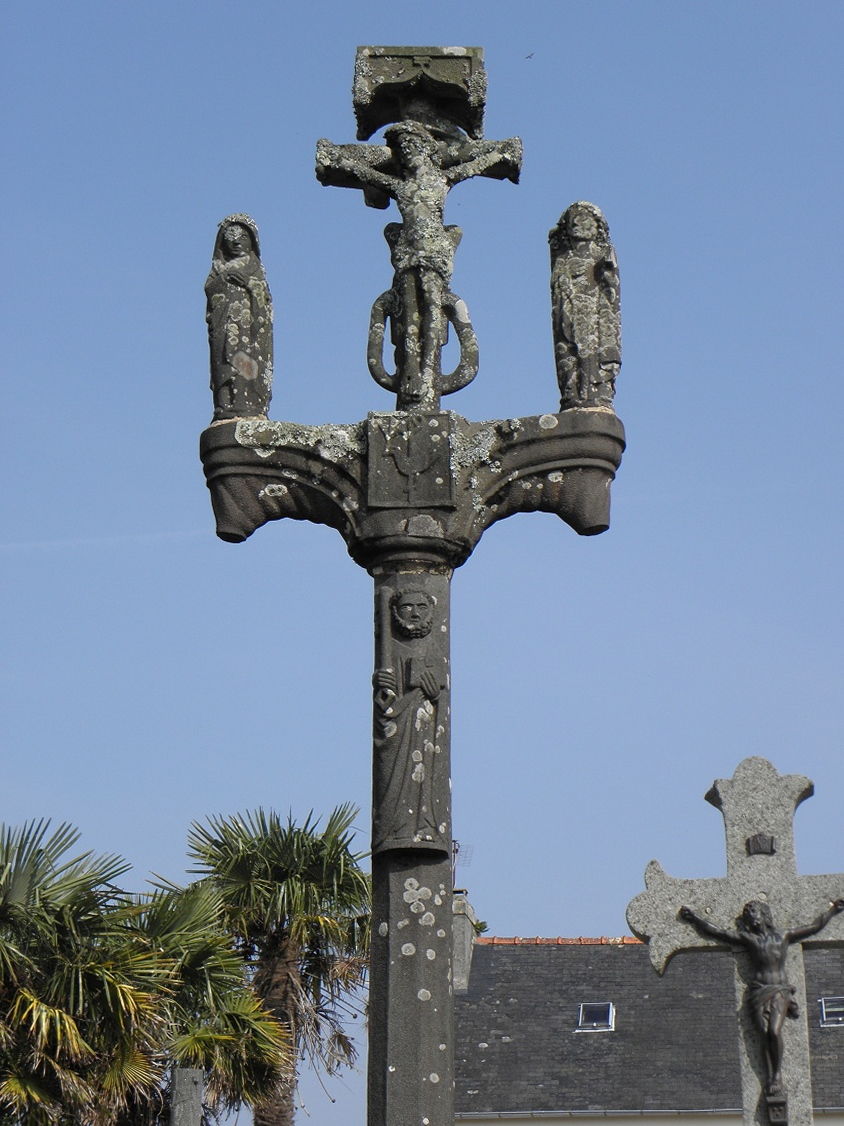
Le calvaire.
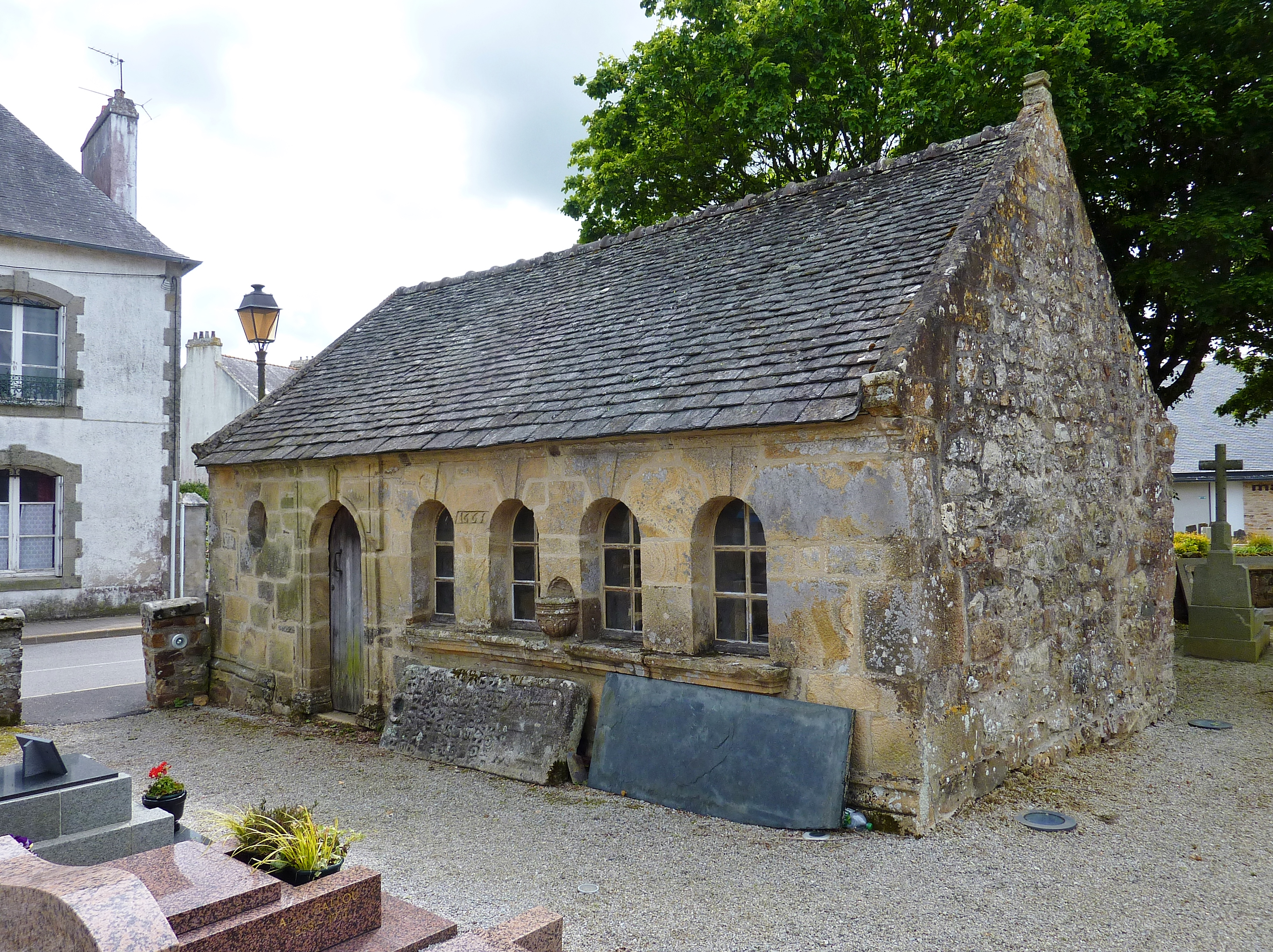
L'ossuaire.